# Ötvöskónyi hárs
A több száz éves ötvöskónyi hárs a Somogy vármegyei Ötvöskónyiban, a Czindery-kastély parkjában található, a nagylevelű hársak egyik képviselője. Mellmagasságban mért 10,7 méteres törzskerületével ez a megye legvastagabb törzsű fája. Magassága és lombkoronájának átmérője is 20 méter körüli.
A helyi lakók szerint a ma álló egyetlen hárs egyike annak a hétnek, amely egykor a hét magyar vezér emlékét őrizve állt a faluban, és amelyeknek köszönhetően a települést időnként Héthársnak is nevezték. A fák eredete nem ismert, elképzelhető, hogy ültették őket, de az is lehet, hogy egy erdőből hagyásfaként maradtak meg. Egy legenda szerint maga Koppány vezér ültette, és azt is beszélik, hogy a tatárjárás idején maga IV. Béla király is megpihent alatta, amikor az Adria partjára menekült. A legendákkal ellentétben azonban mások úgy vélik, a fa „mindössze” háromszáz éves, de van olyan vélemény is, hogy akár ezer évnél is régebben kikelt itt egy hársfa, ami 300–400 évvel ezelőtt elpusztult, de törzséből hét új fa sarjadt, és ezek összenövéséből keletkezett a mai fa.
Az 1900-as évek elején a fába villám csapott, belsejének egy része kiégett, és törzse állítólag ettől nyílt szét olyanra, amilyennek ma is látható. Az 1930-as években a kastély akkori tulajdonosai, a Chernel család tagjai állítólag a fa hatalmas odvában játszottak tarokkot és bridzset, 1950 után pedig egy másik család telepedett meg a fában, akiknek tüzétől a növény újabb része ment tönkre: belseje teljesen kiégett, de még koronájának egy része is elpusztult. Országos ismertségét részben annak köszönheti, hogy Szabados Tamás és Rozsnyai Margit a Jelfák című sorozat részeként kisfilmet készített róla. A 21. század elejére már igen rossz állapotba került, sőt, 2011. május 28-án egy nagy viharban szinte teljesen letörött az egyik legnagyobb ága is (emiatt le kellett azt vágni), de még mindig évről évre kihajt. Mivel élete veszélyben volt, de úgy tűnik, sikerült megmenteni, ezért 2011-ben megkapta a „Hős fa” kitüntető címet is.